# Traian (Zănești), Neamț
Traian este un sat în comuna Zănești din județul Neamț, Moldova, România.

## Descoperiri arheologice
Satul Traian conține înălțimea Dealul Fântânilor, unul dintre cele mai mari situri arheologice din regiune. Aceasta conține vestigii atât a culturii ceramicii liniare, cât și a culturii Cucuteni. 
La Dealul Fântânilor au fost descoperite cele mai multe obiecte de obsidian din toată Moldova, provenind probabil din Carpați și aparținând culturii ceramicii liniare.